# Certonardoa semiregularis
Certonardoa semiregularis är en sjöstjärneart som först beskrevs av Müller och Franz Hermann Troschel 1842.  Certonardoa semiregularis ingår i släktet Certonardoa och familjen Ophidiasteridae. Inga underarter finns listade i Catalogue of Life.

## Bildgalleri

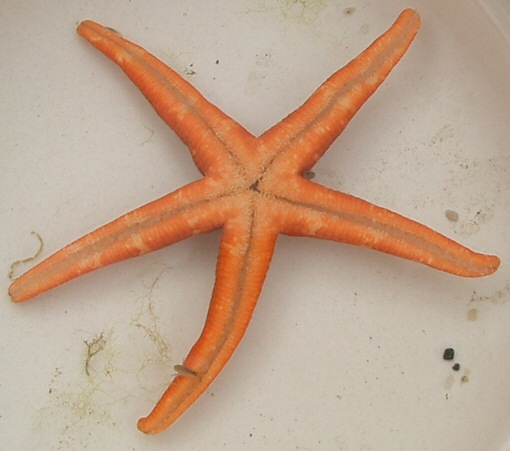